# Donte DiVincenzo
Donte DiVincenzo (* 31. Januar 1997 in Newark, Delaware) ist ein US-amerikanischer Basketballspieler, der derzeit bei den Minnesota Timberwolves in der NBA unter Vertrag steht.

## Laufbahn
DiVincenzo stammt aus dem US-Bundesstaat Delaware und empfahl sich mit seinen Leistungen an der Salesianum High School für ein Stipendium an der Villanova University. In seinem letzten Spieljahr an der High School (2014/15) erzielte er Mittelwerte von 22,9 Punkten, 9,0 Rebounds und 4,0 Korbvorlagen.
Mit Villanova errang DiVincenzo 2016 und 2018 die Endrunde der ersten NCAA-Division, wobei er im Dezember 2015 einen Fußbruch erlitt und anschließend bis zum Ende der Spielzeit ausfiel. Im Laufe seiner drei Jahre in der Hochschulmannschaft steigerte er neben anderen statistischen Kennzahlen seine Einsatzzeit, seine Punkte, erzielten Dreipunktwürfe, seine Rebounds, Korbvorlagen und Ballgewinne pro Spiel in jeder Saison. Im Spieljahr 2017/18 verbuchte er 13,4 Punkte je Begegnung, hinzu kamen 4,8 Rebounds sowie 3,5 Korbvorlagen. Zudem traf er 85 seiner 212 Würfe von jenseits der Dreierlinie. Im NCAA-Endspiel Anfang April 2018, das DiVincenzo mit Villanova gegen die University of Michigan gewann, erzielte er 31 Punkte, traf entscheidende Dreipunktwürfe in der Schlussphase und wurde als bester Spieler der Partie ausgezeichnet.
Im Frühjahr 2018 beendete er seine Universitätszeit und gab bekannt, ins Profilager zu wechseln. Beim Draft-Verfahren der National Basketball Association (NBA) im Juni 2018 wurde er an 17. Stelle von den Milwaukee Bucks ausgewählt. Aufgrund von Verletzungen (Leiste und Fuß) kam er 2018/19 in lediglich 27 NBA-Spielen zum Einsatz und verbuchte dabei 4,9 Punkte je Begegnung. Nach insgesamt 176 Einsätzen (Mittelwerte: 8,8 Punkte, 4,7 Rebounds, 2,4 Korbvorlagen) für Milwaukee gehörte DiVincenzo im Februar 2022 zu den Spielern, die von einem großangelegten mit Beteiligung von vier Mannschaften Tauschgeschäft betroffen waren. DiVincenzo landete bei den Sacramento Kings.
Im Juli 2022 nahmen ihn die Golden State Warriors unter Vertrag. Bei den Kaliforniern verbuchte er im Spieljahr 2022/23 mit 39,7 Prozent die bis dahin höchste Dreipunktwurftrefferquote seit seinem Eintritt in die NBA. Im Juli 2023 holten die New York Knicks DiVincenzo in ihre Mannschaft. Für New York kam er während des Spieljahres 2023/24 auf 81 Hauptrundeneinsätze, in denen er im Durchschnitt 15,5 Punkte je Begegnung erzielte. Er traf im Laufe der Saison insgesamt 283 Dreipunktewürfe, was in der Mannschaftsgeschichte eine neue Bestmarke bedeutete.
Anfang Oktober 2024 wechselte er im Rahmen eines Tauschhandels zu den Minnesota Timberwolves.

## Karriere-Statistiken

### NBA

#### Hauptrunde
| Saison  | Team                   | GP  | GS  | MPG  | FG % | 3P % | FT % | RPG | APG | SPG | BPG | PPG  |
| ------- | ---------------------- | --- | --- | ---- | ---- | ---- | ---- | --- | --- | --- | --- | ---- |
| 2018–19 | Milwaukee              | 27  | 0   | 15.2 | .403 | .265 | .750 | 2.4 | 1.1 | 0.5 | 0.2 | 4.9  |
| 2019–20 | Milwaukee              | 66  | 24  | 23.0 | .455 | .336 | .733 | 4.8 | 2.3 | 1.3 | 0.3 | 9.2  |
| 2020–21 | Milwaukee              | 66  | 66  | 27.5 | .420 | .379 | .718 | 5.8 | 3.1 | 1.1 | 0.2 | 10.4 |
| 2021–22 | Milwaukee / Sacramento | 42  | 1   | 23.9 | .351 | .339 | .843 | 4.0 | 2.8 | 1.1 | 0.2 | 9.0  |
| 2022–23 | Golden State           | 72  | 36  | 26.3 | .435 | .397 | .817 | 4.5 | 3.5 | 1.3 | 0.1 | 9.4  |
| 2023–24 | New York               | 81  | 63  | 29.1 | .443 | .401 | .754 | 3.7 | 2.7 | 1.3 | 0.4 | 15.5 |
| Gesamt  | Gesamt                 | 354 | 190 | 25.4 | .428 | .376 | .771 | 4.4 | 2.8 | 1.2 | 0.3 | 10.6 |

#### Play-offs
| Saison  | Team         | GP | GS | MPG  | FG % | 3P % | FT % | RPG | APG | SPG | BPG | PPG  |
| ------- | ------------ | -- | -- | ---- | ---- | ---- | ---- | --- | --- | --- | --- | ---- |
| 2019–20 | Milwaukee    | 10 | 1  | 16.5 | .451 | .333 | .650 | 3.2 | 1.2 | 0.7 | 0.3 | 6.6  |
| 2020–21 | Milwaukee    | 3  | 3  | 23.3 | .188 | .167 | —    | 6.3 | 2.7 | 1.0 | 0.3 | 2.7  |
| 2022–23 | Golden State | 13 | 1  | 18.1 | .375 | .341 | .667 | 3.0 | 2.8 | 0.8 | 0.2 | 5.5  |
| 2023–24 | New York     | 13 | 13 | 35.8 | .419 | .425 | .867 | 4.0 | 2.6 | 1.2 | 0.9 | 17.8 |
| Gesamt  | Gesamt       | 39 | 18 | 24.0 | .404 | .377 | .758 | 3.6 | 2.3 | 0.9 | 0.5 | 9.6  |